# Borys Klimczuk
Borys Petrowycz Klimczuk, ukr. Борис Петрович Клімчук (ur. 18 marca 1951 w Wołoszkach, zm. 2 września 2014) – ukraiński polityk, przewodniczący Wołyńskiej Obwodowej Administracji Państwowej. Odwołany ze stanowiska 5 lutego 2014.
W latach 1992–1995 był przewodniczącym Wołyńskiej Rady Obwodowej. W latach 1995–2002 był przewodniczącym Wołyńskiej Obwodowej Administracji Państwowej, 26 marca 2010 mianowany powtórnie na to stanowisko.
W latach 2004–2008 był ambasadorem Ukrainy na Litwie, w latach 2008–2010 ambasadorem w Azerbejdżanie.